# Ajjub Baninosrat
Ajjub Baninosrat (pers. ایوب بنی‌نصرت; ur. 21 marca 1968) – irański zapaśnik w stylu wolnym. Olimpijczyk z Barcelony 1992, gdzie zajął piąte miejsce w wadze 90 kg.
Dwukrotny uczestnik mistrzostw świata, piąty w 1994. Srebrny medal na igrzyskach azjatyckich w 1994, brąz w 1990. Mistrz Azji w 1993. Czwarty w Pucharze Świata w 1994 roku. Brąz na uniwersyteckich mistrzostwach świata w 1996 roku.